# Mycobank
Mycobank – internetowa, ogólnie dostępna bez logowania baza danych z zakresu mykologii. Obejmuje systematykę wszystkich taksonów grzybów, opisy niektórych taksonów, czasami także ich ilustracje. Tworzona jest przez należący do Królewskiej Holenderskiej Akademii Sztuk i Nauk Westerdijk Fungal Biodiversity Institute (poprzednio Centraalbureau voor Schimmelcultures) w Utrechcie. Została założona w 2004 roku przez mykologów, którzy rozczarowani byli brakiem międzynarodowej, ogólnie dostępnej bazy nazw grzybów. Mycobank jest rozwijany w ścisłej współpracy z drugą internetową bazą danych o grzybach – Index Fungorum. Dzięki temu brak sprzeczności między tymi bazami danych. Mycobank współpracuje także z innymi ważnymi bazami danych: Life Science Identifiers, Global Biodiversity Information Facility (GBIF) i innymi. Jest także jednym z trzech repozytoriów nomenklatury uznanych przez Komitet ds. Nomenklatury Grzybów; pozostałe to Index Fungorum i Fungal Names.
Każda nowa nazwa taksonu po sprawdzeniu przez ekspertów pod kątem zgodności z Międzynarodowym kodeksem nomenklatury botanicznej otrzymuje unikalny numer Mycobanku, zanim nowa nazwa zostanie prawomocnie opublikowana. Numer ten może następnie podać autor nazwy w publikacji, w której wprowadzana jest nowa nazwa. Dopiero wtedy ten unikalny numer staje się publiczny w bazie danych.
Strona taksonu w Mycobanku zawiera następujące treści:
- Naukowa nazwa taksonu (np. Geoglossomycetes) i nazwa pełna (np. Geoglossomycetes Zheng Wang, C.L. Schoch & Spatafora, Persoonia 22: 131 (2009) [MB#513351]);
- General information: pozycja w hierarchii taksonomicznej, ranga taksonu (np. gatunek, rodzaj, itd.), numer taksonu w bazie Mycobanku (np. MB#513351), rodzaj taksonu (np. bazonim), autor taksonu, data publikacji, status (uznany, wątpliwy), pełna naukowa nazwa taksonu, wszystkie synonimy;
- Bibliografia (drukowana i internetowa z linkami);
- Description (opcjonalnie, czasami także z rysunkami) – opis taksonu;
- External links – linki zewnętrzne (m.in. do Wikipedii)[3].

Systematyka Mycobanku to nowoczesna, sukcesywnie aktualizowana klasyfikacja oparta na nowych badaniach nad filogenetyką, w związku z czym pozycja wielu taksonów w tym systemie ulega zmianie po opublikowaniu nowych ustaleń taksonomicznych. Jest to system otwarty, tzn., że niektóre taksony nie mają ustalonej szczegółowej pozycji w systemie, a brakujące taksony są opisane jako incertae sedis. Ich podawana w innych systemach klasyfikacyjnych szczegółowa pozycja taksonomiczna jest sztuczna i niepewna, szczegółowa systematyka w Mycobanku zostanie podana dopiero po ustaleniu ich pokrewieństwa.